# Sestry adorátorky Kristovy krve
Sestry adorátorky Kristovy krve (latinsky: Sorores Adoratrices Pretiossimi Sanguinis je ženská řeholní kongregace, jejíž zkratkou je A.S.C.

## Historie

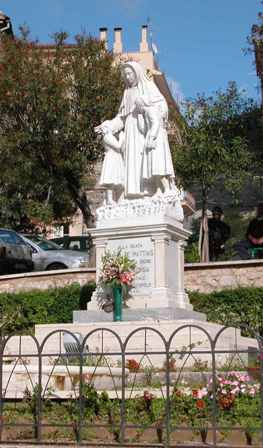
Socha Marie De Mattias ve Vallecorse

Kongregaci založila 4. března 1834 v Acuto Maria De Mattias, dnes svatořečená. Byla inspirována kongregací Misionářů Nejsvětější krve, kterou založil sv. Gaspare del Bufalo.
Dne 30. května 1855 získala kongregace Decretum laudis (povolení) a 4. ledna 1878 získala úplné schválení.

## Aktivita a šíření
Kongregace se zabývá evangelizací lidí. Je zaměřena na kult Kristovy krve.
Jsou přítomni v Evropě (Albánie, Rakousko, Belgie, Bosna a Hercegovina, Chorvatsko, Německo, Itálie, Lichtenštejnsko, Polsko, Rusko, Srbsko, Španělsko, Švýcarsko, Ukrajina), v Americe (Argentina, Bolívie, Brazílie, Kolumbie, Guatemala, USA), v Asii (Jižní Korea, Filipíny, Indie) a v Austrálii; generální kurie se nachází v Římě.
K 31. prosinci 2005 měla kongregace 1 751 sester v 330 domech.

## Významní členové
- Ct. Noeme Cinque (1913–1988) – brazilská řeholnice v procesu kanonizace
- Nicoletta Vittoria Spezzati – bývalá podsekretářka Kongregace pro společnosti zasvěceného života a společnosti apoštolského života.